# Cordyline manners-suttoniae
Cordyline manners-suttoniae är en sparrisväxtart som beskrevs av Ferdinand von Mueller. Cordyline manners-suttoniae ingår i släktet Cordyline, och familjen sparrisväxter. Inga underarter finns listade i Catalogue of Life.

## Bildgalleri

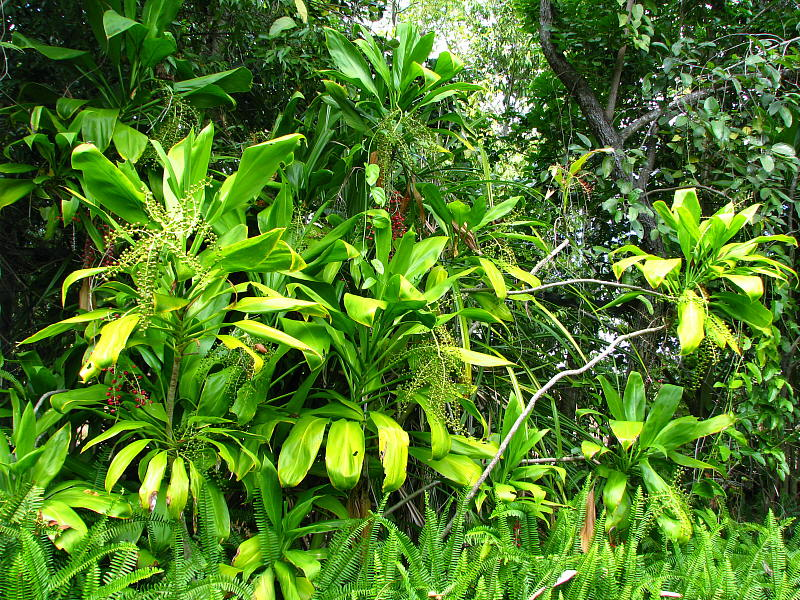
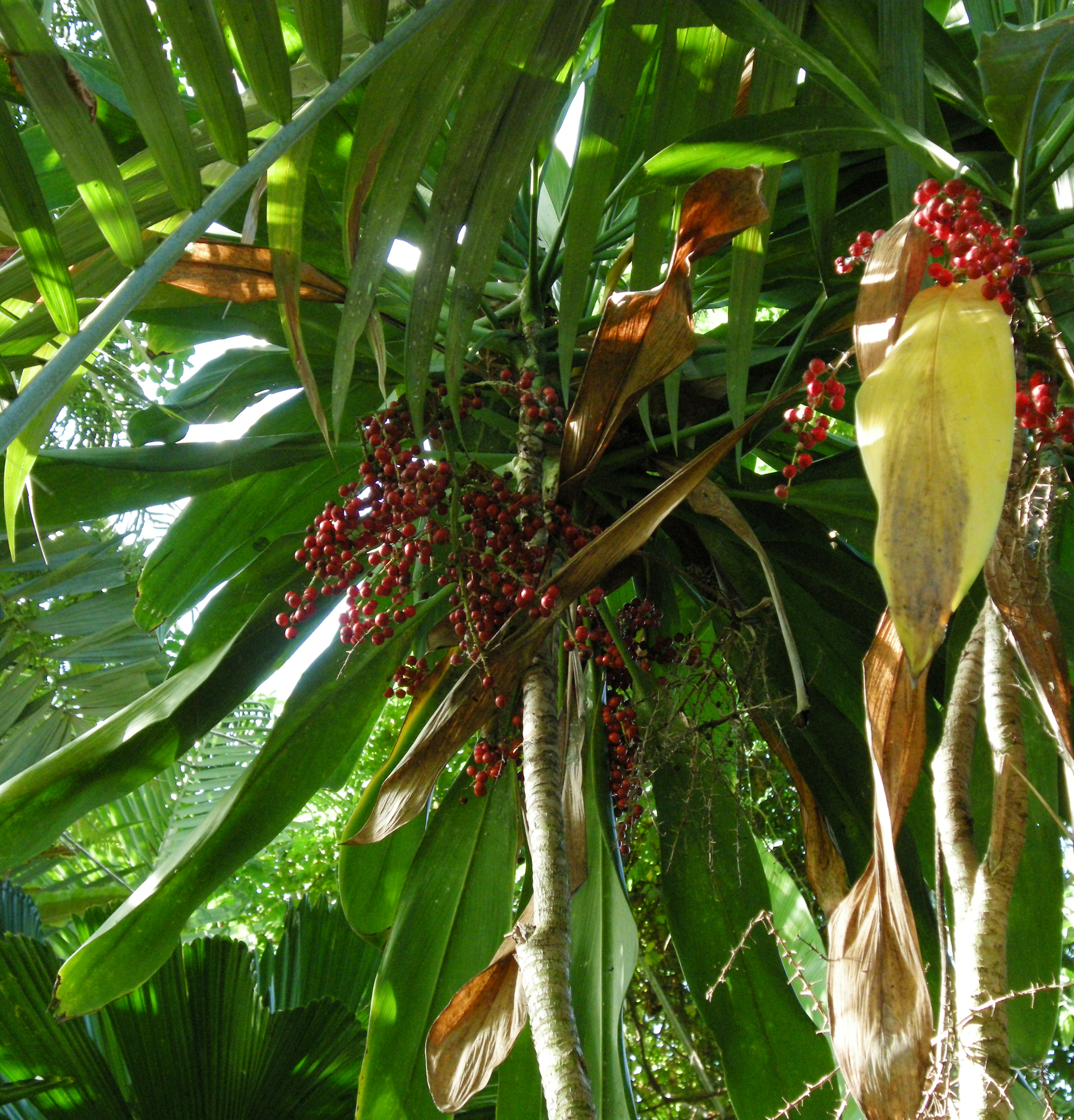